# Alubarén
Alubarén è un comune dell'Honduras facente parte del dipartimento di Francisco Morazán.
Il comune appare come entità autonoma già nella suddivisione amministrativa del 1889.